# Surubi
Genre
Les surubis (ou Pseudoplatystoma) sont un genre de poissons siluriformes d'eau douce de la famille des Pimelodidae, natifs d'Amérique du Sud. Très appréciés pour leur valeur gastronomique, ils ont été décimés par la pêche sportive ces dernières années[Quand ?][réf. souhaitée], ainsi que par l'altération de leur habitat étant donné la construction de centrales hydroélectriques (Itaipú et Yacireta sur le río Paraná)[réf. souhaitée]. Leur nom vernaculaire en Guyane est huluwi mais aussi torche tigre.

## Description

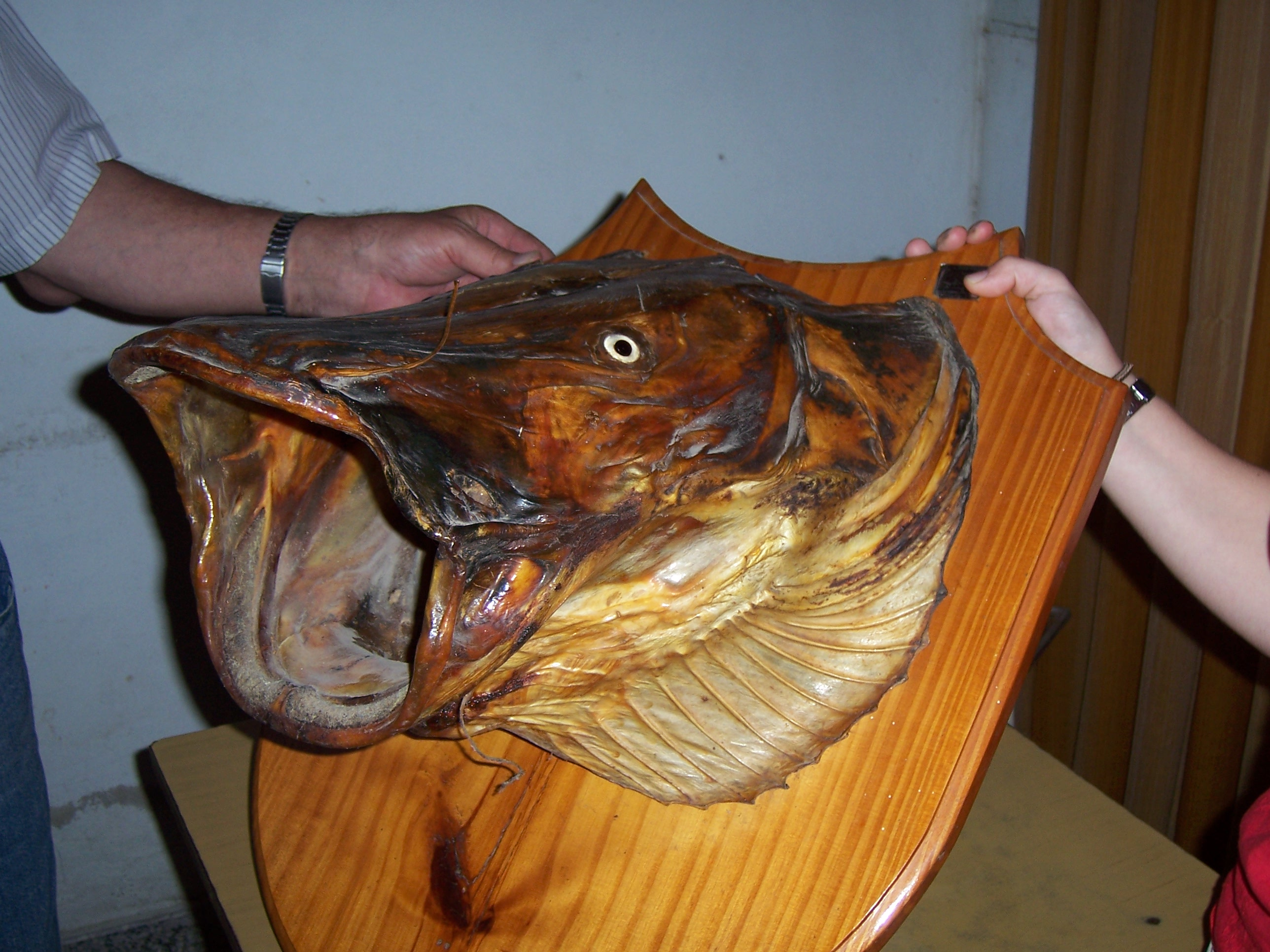
Tête de surubi péché dans le rio Paraná à Reconquista (Santa Fe).

Certains exemplaires de surubi tacheté peuvent atteindre 170 centimètres de long et un poids de 50 kilogrammes, ce qui reste encore assez éloigné des 250 kilogrammes de l'Arapaima gigas du Brésil.

## Biologie
Ce sont de grands prédateurs, s'alimentant principalement d'exemplaires juvéniles d'autres espèces. Comme les autres siluriformes, ils ont la peau lisse, et possèdent trois paires différentes de barbilles, deux attachées au maxillaire inférieure et une de plus grande longueur attachée au maxillaire supérieur.

## Liste des espèces
Selon FishBase (19 novembre 2020) :
- Pseudoplatystoma corruscans (Spix & Agassiz, 1829)
- Pseudoplatystoma fasciatum (Linnaeus, 1766)
- Pseudoplatystoma magdaleniatum Buitrago-Suárez & Burr, 2007
- Pseudoplatystoma metaense Buitrago-Suárez & Burr, 2007
- Pseudoplatystoma orinocoense Buitrago-Suárez & Burr, 2007
- Pseudoplatystoma punctifer (Castelnau, 1855)
- Pseudoplatystoma reticulatum Eigenmann & Eigenmann, 1889
- Pseudoplatystoma tigrinum (Valenciennes, 1840)